# Polypedilum centisetum
Polypedilum centisetum är en tvåvingeart som beskrevs av Hazra, Mazumdar och Chaudhuri 2003. Polypedilum centisetum ingår i släktet Polypedilum och familjen fjädermyggor.
Artens utbredningsområde är Sikkim. Inga underarter finns listade i Catalogue of Life.